# Demetrio Ribes Marco

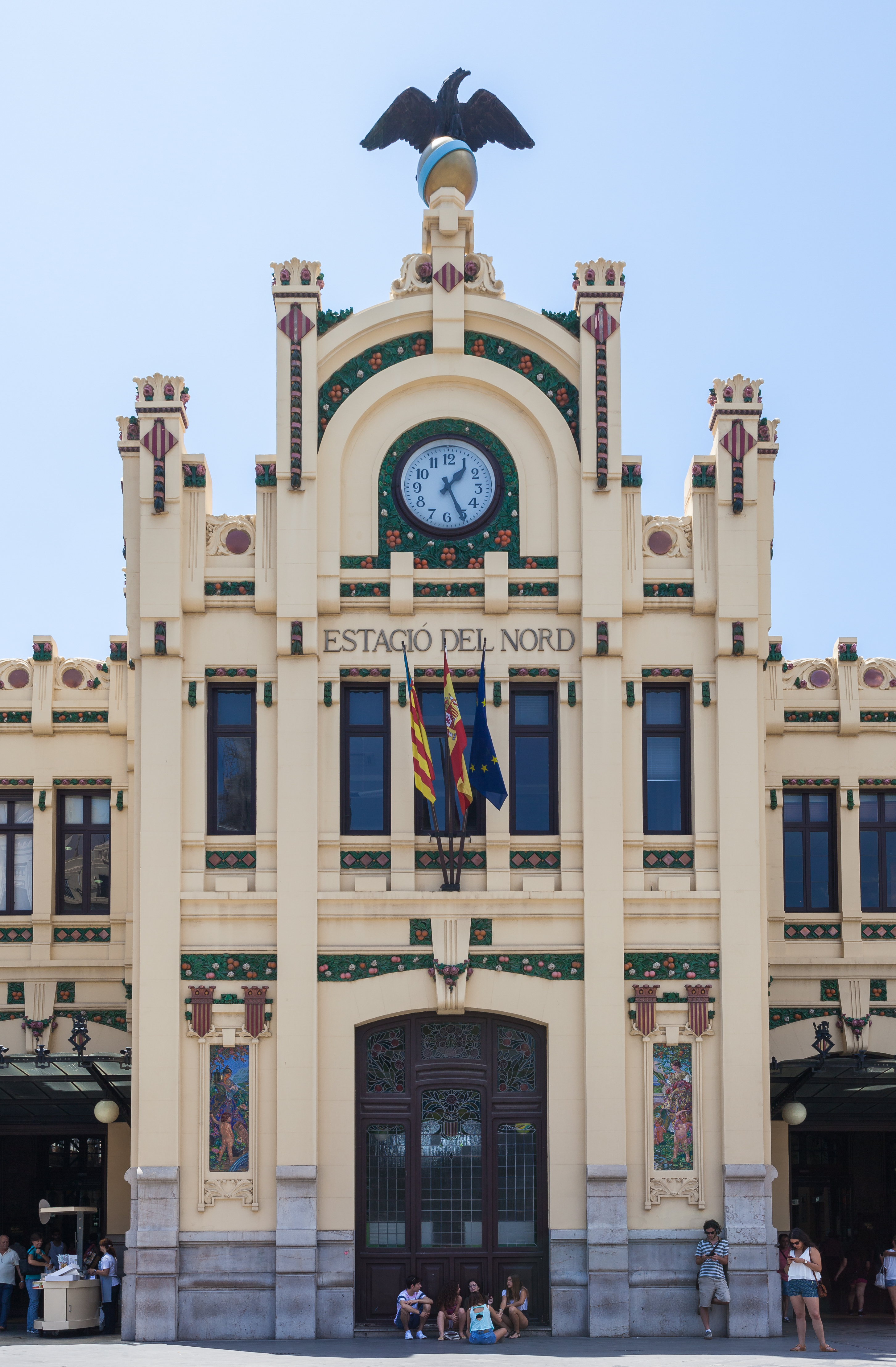
Estación del Norte de Valencia. Entrada principal.

Demetrio Ribes Marco (Valencia 1875 - 1921) fue un arquitecto español, uno de los más relevantes arquitectos del modernismo valenciano.

## Biografía
Licenciado y doctor en Ciencias Físico-Matemáticas, inició su formación en Barcelona, en ciencias fisicomatemáticas, para trasladarse después a Madrid, donde se doctoró con la tesis: Determinación del elástico de un cuerpo en equilibrio (1902).
Ribes se impregnó de todo el debate teórico del momento sobre opciones y corrientes arquitectónicas, como el eclecticismo, el modernismo, el regionalismo o el racionalismo. A lo largo de su vida, se interesó y profundizó en las teorías del momento, desde las propuestas de Otto Wagner (representante del secesionismo vienés) hasta las propiamente regionalistas de Leonardo Rucabado, y elaboró su propia versión que se adapta a las nuevas necesidades y usos de los materiales.
Fue nombrado arquitecto de la Compañía de los Caminos de Hierro del Norte de España en 1902, realizando proyectos ferroviarios tanto en Valencia como en otras ciudades. Cabe destacar los edificios Gemelos en la estación de Príncipe Pío de Madrid y la Estación del Norte de Barcelona, siendo su obra más importante la Estación del Norte de Valencia proyectada en 1906, la cual se considera perteneciente al movimiento secesionista influido por Otto Wagner.
Proyectó sus primeras obras civiles utilizando el hormigón armado, para lo que funda la “Compañía Española de Construcciones”, siendo el iniciador del empleo de este material en la región valenciana con la realización de los Docks comerciales del Puerto de Valencia.
Hombre polifacético, murió a la temprana edad de 46 años, dejando un amplio legado patrimonial que puede ser contemplado y analizado en cada uno de sus proyectos y construcciones.

## Estaciones de ferrocarril
La obra arquitectónica de Demetrio Ribes tiene un perfil predominantemente industrial, con obras tales como edificios fabriles, ferroviarios, oficinas, garajes o almacenes. Fue arquitecto facultativo de la Compañía de los Caminos de Hierro del Norte de España, entre 1902 y 1921, es decir, toda su vida profesional. Para esta empresa realizó varios proyectos ferroviarios, con todas las instalaciones que llevaban implícitas (talleres, rotondas, edificios, muelles...), como los edificios mellizos de la estación del Norte o Príncipe Pío en Madrid o la estación del Norte en Barcelona (1912, actualmente estación de autobuses).
|  |  |

La estación del Norte de Valencia (1906) es su obra más conocida y reconocida. Es el ejemplo más monumental y representativo de su etapa modernista, y es, a su vez, un paradigma del movimiento Sezession. Esta estación, inaugurada el 1917, es también uno de los monumentos más representativos de la ciudad de Valencia, y el primero que conoce el visitante que se desplaza con ferrocarril.
También son obra de Ribes varias de las naves que se levantaron para uso ferroviario, y que, tras años de abandono, están en proceso de restauración para uso social.

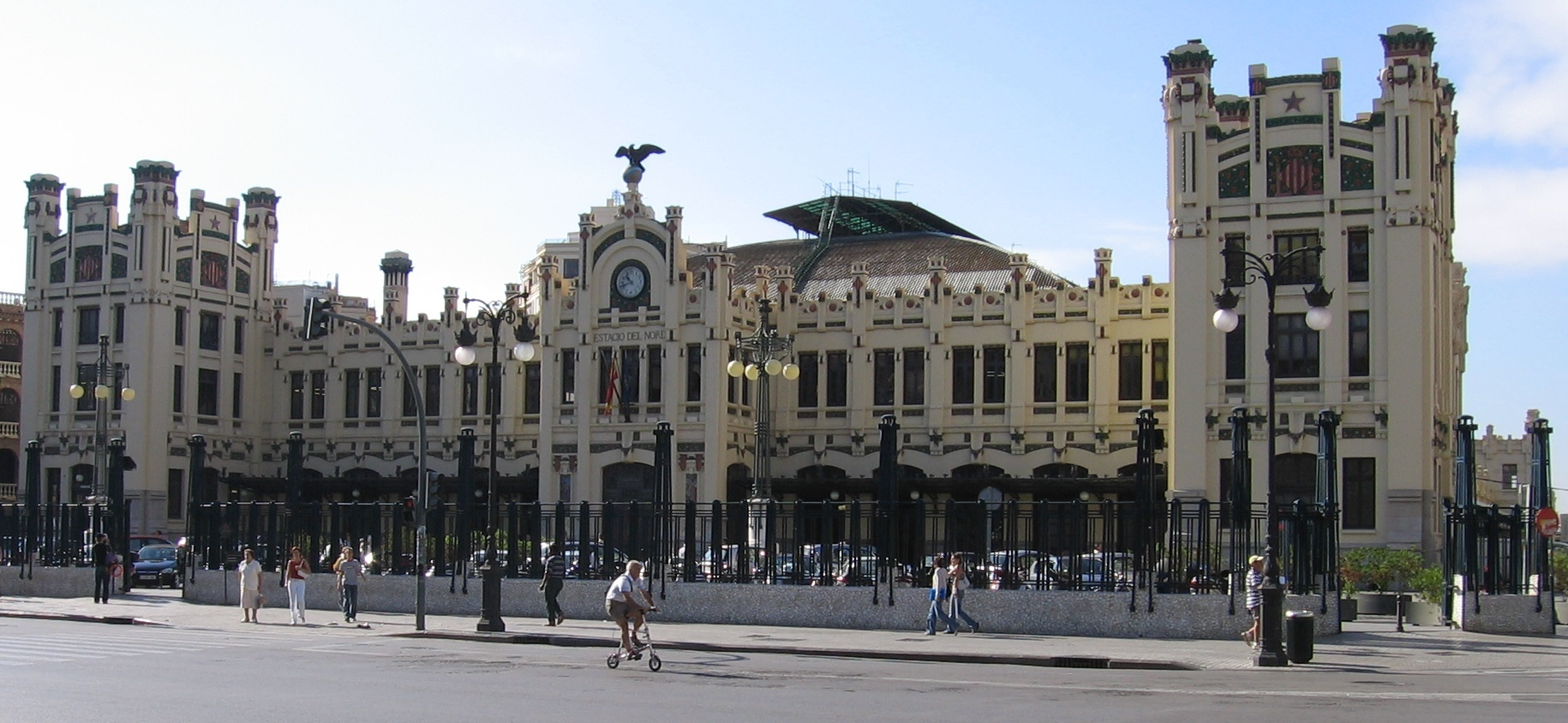
Fachada de la estación del Norte de Valencia

|  |  |

## Edificios industriales
Al margen de la actividad ferroviaria, la llegada del siglo XX había comportado nuevas tipologías arquitectónicas. En respuesta a las nuevas necesidades y usos de la ciudad, Ribes realizó en la ciudad de Valencia garajes, almacenes y naves industriales de gran singularidad (el garaje "Gran Vía" o el almacén de la calle de la Madera para Abonos José Campos Crespo). También trabajó, como consultor y asesor, para otros contratistas como es el caso del mercado de Colón de Francisco Mora, y en 1916 fundó su propia empresa constructora con J. Coloma. En esta faceta de contratista, participó en la construcción de los docks comerciales del puerto de Valencia, por los que destaca como el pionero del uso del cemento armado en las obras de construcción civil en la región valenciana.

## Edificios civiles

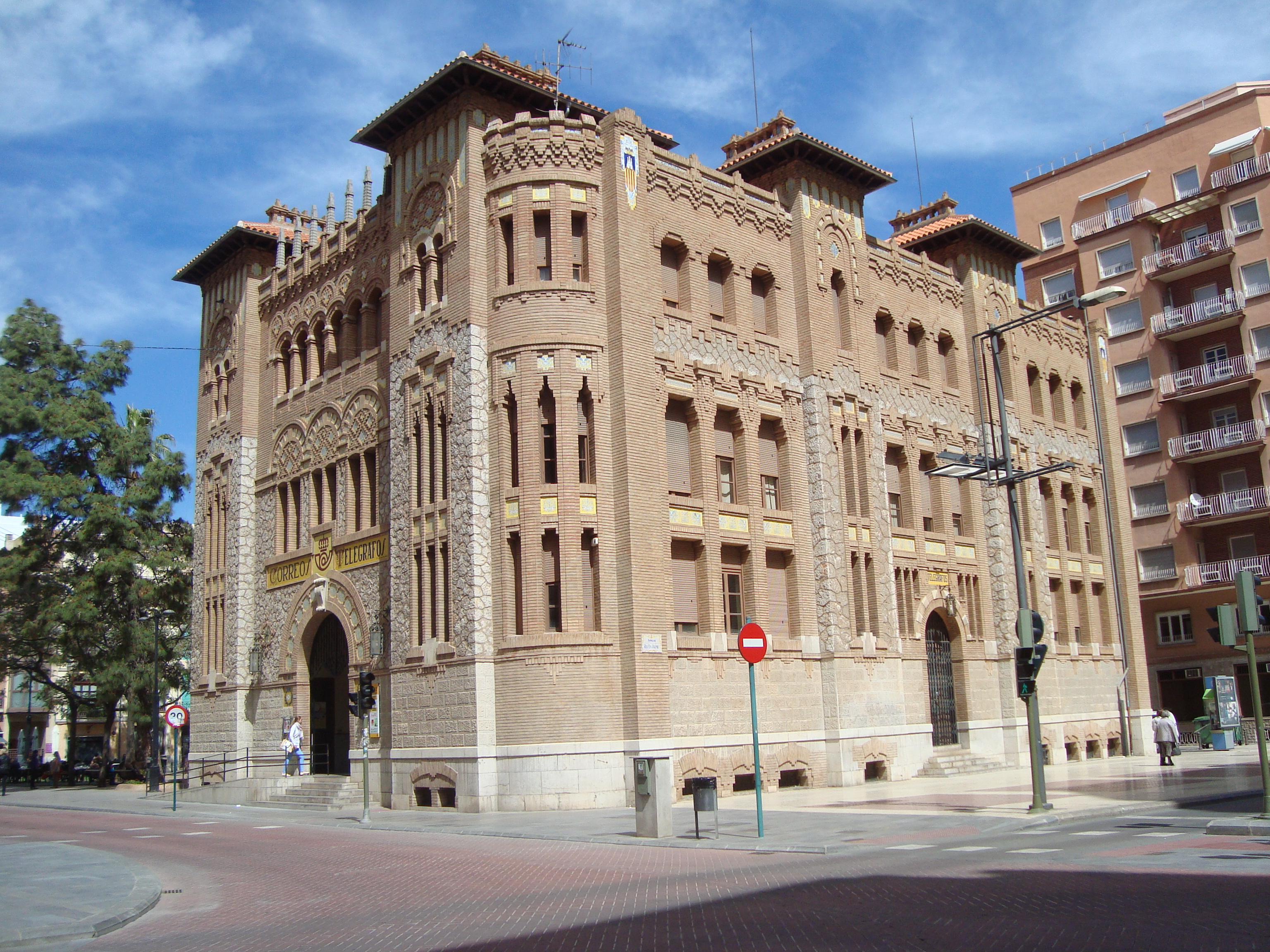
Edificio de Correos de Castellón.

También se dedicó a la arquitectura de carácter público. A esta tipología corresponden la casa de Correos y Telégrafos de Castellón, la plaza de toros de Játiva (1918) y el asilo instituto de la marquesa de San Joaquín (Almirante Cadarso, núm 24, de Valencia, actual Instituto de Bachillerato San Vicente Ferrer).
En su arquitectura civil es donde Ribes proyecta y desarrolla sus facetas y aptitudes más diversas, adaptadas a la necesaria funcionalidad requerida (eclecticismo, aplicación de la decoración en nuevos espacios, correcta distribución espacial, uso del cemento armado...).

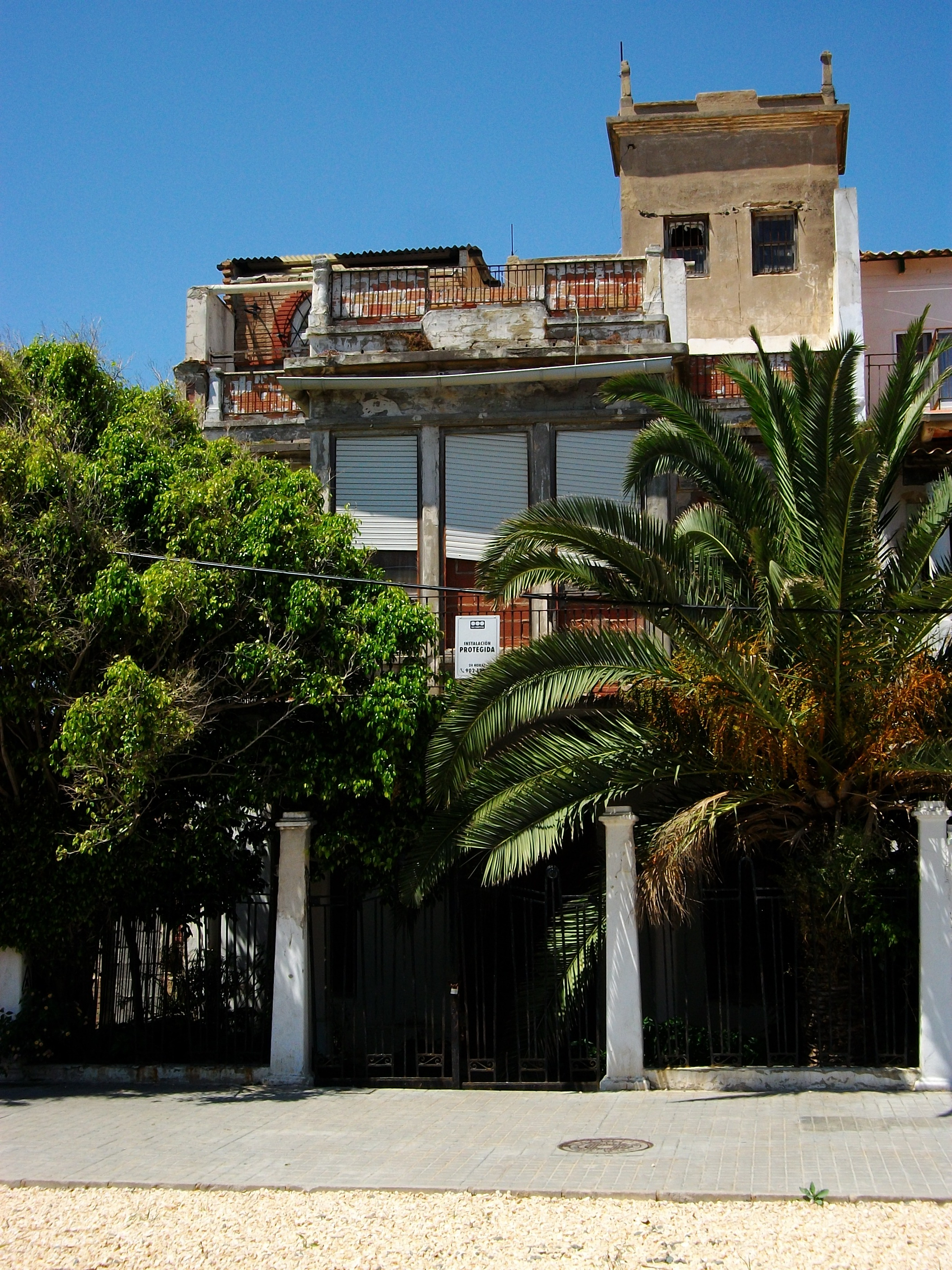
La casa Ribes

La vivienda privada fue otro de los campos en que desarrolló su programa arquitectónico. Realizó obras en el Ensanche y en la Ciudad Vieja de Valencia. Reformó el antiguo barrio de Pescadores (zona del actual plaza del Ayuntamiento), hizo casas económicas y de renta, e incluso su propia vivienda unifamiliar. Entre sus edificios de viviendas más exitosos en la ciudad de Valencia, destaca el edificio en la calle de En Llop núm. 6, los almacenes Ferrer, lamentablemente derribados en los años setenta del siglo XX, en la plaza de Rodrigo Botet, el edificio Bigné en 1911 en la calle Pérez Pujol número 5 o su propia casa en el barrio marinero del Cabañal.
Otro ejemplo de edificio civil podemos encontrarlo en la Finca Casa Nueva, un palacete de estilo modernista valenciano ubicado en Requena (Valencia) que data de 1905.

## Cátedra Demetrio Ribes
En el año 2003 se creaba la Cátedra Demetrio Ribes UV-CHOPVT, a través de un convenio firmado entre la Consejería de Infraestructuras y Transportes de la Generalidad Valenciana y la Universidad de Valencia, con el objetivo de desarrollar actividades y publicaciones para difundir el patrimonio de la obra pública y el transporte valencianos. Se trata de un centro universitario que proyecta y coordina actividades culturales (jornadas, congresos, conferencias...) a la vez que mantiene una actividad docente con cursos de extensión universitaria, seminarios o masters.
Entre sus actividades principales se abordan proyectos de investigación e informes técnicos susceptibles de publicación y/o exposición, jornadas y cursos de extensión universitaria.